# Tarachidia cuta
Tarachidia cuta là một loài bướm đêm trong họ Noctuidae.